# Вулиці Отинії
Отинійські вулиці — вулиці в містечку (смт) Отинії Коломийського району Івано-Франківської області.

## З історії та сучасності вулиць Отинії
Перша схема і конфігурація отинійських вулиць (без назв) зафіксована на австрійській топографічній карті Отинії 1847 року. Основне розгалуження вулиць і доріг за останні півтори сотні років практично не змінилося. Цікавим є факт, що кожна окупаційна влада з ідеологічних міркувань часто перейменовувала вулиці. Так, центральна вулиця містечка спочатку називалася Коломийською, пізніше — за Австро-Угорщини Франца Йосифа, Народною, за поляків Пілсудського, за СРСР Майданом Леніна. Тепер, у незалежній Україні (від 1991 року) — це вулиця Свободи. Друга вулиця містечка — Пєрацького, 17 вересня, тепер — імені Володимира Івасюка. Ще одна отинійська вулиця мала назви — Голощинська, Францішка Карпінського, тепер — вулиця Івана Франка.
1950 року отинійські вулиці мали назви: Станіславська, Станіславська бічна, Мікульсдорф, Лази, Колійова, Шевченка, Борисівка, Івана Франка, Церковна, Грабицька долішня, 17 вересня, Марків Гай, Замлинівка, Загребля, Майдан, Червоноармійська.
У липні 1990 року Отинія позбулася радянських назв вулиць: Леніна, Кірова, 1 травня, Червоноармійської, 17 вересня, Терешкової, Чмихуна, Жданова, Калініна, Щорса, Ватутіна, Лазо. А громади двох вулиць таки вирішили залишити безликі радянські назви. Це вулиця Молодіжна (хоча переважна більшість її мешканців становлять немолоді люди) і вулиця Миру, на якій, як навмисно, роками точаться міжусобиці, бо внаслідок приватизаційних процесів вулиця залишилася без двох планових заїздів, і тепер мирянам залишається лише мирно співіснувати, допоки хтось не додумається приватизувати й третій, останній заїзд.
У теперішній час (2000-ні) отинійські вулиці мають такі назви:
- Свободи (центральна) — є один двоповерховий (№ 13) та два п'ятиповерхові будинки (№ 1,7);
- Грабицька Горішня;
- Грабицька Долішня;
- За Валом;
- Козацька;
- Стражниця;
- Михайла Грушевського;
- Довбуша — один трикорпусний 105-квартирний п'ятиповерховий цегляний будинок на 7 під'їздів (№ 5а);
- Січових стрільців — два двоповерхові будинки (№ 3,5),5-поверховий гуртожиток (№ 8) та п'ятиповерхівка на перехресті Спортивна-Січових Стрільців;
- Спортивна;
- Зелена;
- Семена Височана;
- Замлинівка;
- Загребля;
- Миру;
- Марка Черемшини;
- Івана Франка;
- Володимира Івасюка;
- Василя Стефаника;
- Тараса Шевченка;
- Берегова;
- Галицька;
- Петра Дорошенка;
- Українська;
- Прикарпатська;
- Молодіжна;
- Іванціва;
- Богдана Хмельницького;
- Розметенці;
- Лази;
- Колійова.

## Джерело і посилання
- Селище міського типу Отинія. Історія Отинії [Архівовано 20 лютого 2020 у Wayback Machine.] Офіційний сайт містечка [Архівовано 24 листопада 2020 у Wayback Machine.] // Хавлюк Михайло. Отинія: історичні нариси / За редакцією Миколи Васильчука. — Коломия: Бібліотечка «Вільного голосу». Вип. 1, 1998.- 148с.